# Wacky and Packy
Wacky and Packy est une série télévisée d'animation américaine en seize épisodes de 6 minutes produite par Filmation et diffusée du 6 septembre au 20 décembre 1975 sur le réseau ABC. Elle a été diffusée dans le cadre de l'émission Uncle Croc's Block d'une durée de 60 minutes comptant trois séries au total puis dans l'émission The Groovie Goolies and Friends.
Cette série est inédite dans tous les pays francophones.

## Synopsis
Wacky, un homme des cavernes et son mammouth Packy se retrouvent transportés à notre époque. Il leur arrivent des aventures rocambolesques.

## Distribution

### Voix originales
- Allan Melvin : Wacky

## Épisodes
1. The New York Sweets (*)
2. In the Zoo (*)
3. Wacky's Fractured Romance (*)
4. Packy Come Home
5. Let's Make a Bundle (*)
6. All in a Day's Work (*)
7. The Party Crushers (*)
8. Magic Mayhem (*)
9. The Bad News Cruise (*)
10. The Fender Bender
11. Uncle Sam Wants You?
12. No Place Like Home (*)
13. One of Our Missing Links is Missing
14. The Shopping Spree
15. Getting a Piece of the Rock
16. Is This Any Way to Run An Airline?

(*) Les épisodes sont disponibles en DVD

## DVD
- États-Unis :

Neuf épisodes sont disponibles sur le support DVD.
- Giant 600 Cartoons Special Collectors Edition (Coffret Digipack 12 DVD-9) édité et distribué par Mill Creek Entertainment le 14 octobre 2008. L'audio est en anglais mono sans sous-titres. Un livret explicatif est disponible dans le coffret. 9 épisodes non remastérisés sont disponibles sur le disque 9. (ASIN B002H0470G). Il s'agit d'une édition toutes zones.